# 亞茲溫卡
50°36′48″N 29°40′17″E / 50.61333°N 29.67139°E
亞茲溫卡（烏克蘭語：Язвинка）是位於烏克蘭北部的村莊，由基辅州布恰区的博罗江卡市镇負責管轄。該村面積5平方公里，海拔高度162米，2001年人口47，人口密度每平方公里9.4人。